# Bye Bye (chanson de Tragédie)
Pour les articles homonymes, voir Bye Bye.
Singles par Tragédie
Gentleman
(2004) L'Art du corps et du cœur
(2005)
Pistes de À fleur 2 peau
Gentleman
(2) Appelle Moi
(4)
Bye Bye est une chanson du duo nantais Tragédie en Featuring avec Calvin Scott sorti le 28 janvier 2005 sous le label Warner Music Group. 2e single extrait de leur 2e album studio A fleur 2 peau, il entre dans le top 10 en France et le top 20 en Belgique (Wallonie).

## Liste des pistes
CD-Single
1. Bye Bye - 3:23
2. Tragedie - Gentleman - 3:31

## Classement par pays
| Classement (2005)                       | Meilleure position |
| --------------------------------------- | ------------------ |
| France (SNEP)                           | 7                  |
| Suisse (Schweizer Hitparade)            | 42                 |
| Belgique (Wallonie Ultratop 50 Singles) | 11                 |